# Seyed Hossein Mirfakhar
Seyed Hossein Mirfakhar (Teerão, Irão, 21 de abril de 1952) é um político, diplomata e embaixador iraniano.
Seyed Hossein Mirfakhar é filho de Haj Seyed Esmaeel. É formado em Ciência Política pela Universidade Nacional do Irão, actualmente conhecida como Universidade Shahid Beheshti.
Após a Revolução Islâmica, em 1980, ingressou no quadro de pessoal diplomático do Ministério dos Negócios Estrangeiros e depois de trabalhar em várias áreas, em 1981, durante o mandato de Ali Akbar Velayati como Ministro dos Negócios Estrangeiros, foi nomeado Chefe do Departamento Consular (Estado Civil e Registro) posição que ocupou até 1986. No mesmo ano, Mirfakhar foi nomeado Embaixador da República Islâmica do Irão na Indonésia. Durante a sua missão na Indonésia, ele foi a fonte de avanços excepcionais em matéria de desenvolvimento cultural. Depois de retornar ao Irão, em 1990, foi nomeado Director Geral de Assuntos Políticos na região do Sudeste Asiático até 1994, altura em que foi nomeado para Beijing com dupla acreditação: como Embaixador da República Islâmica do Irão na República Popular da China e na  República da Mongólia.
Depois de retornar da China em 1998, durante o mandato de Seyed Kamal Kharazi como Ministro, Mirfakhar foi nomeado Director Geral de Assuntos Administrativos e, com a recomendação do Ministro, trabalhou no reavivamento e implementação do Regulamento Interno do Ministério dos Negócios Estrangeiros onde criou várias outras reformas administrativas. Mais tarde, em 2002, mudou-se para Dublin como Embaixador da República Islâmica do Irão na República da Irlanda. Depois de completar a missão e retornar da República da Irlanda em 2005, actuou como Especialista Sénior em Estudos Políticos. Um ano depois, em 2006, foi nomeado Director Geral dos Assuntos Consulares onde permaneceu oito anos.
Durante o mandato de Mohammad Javad Zarif como Ministro das Relações Exteriores, em Março de 2015, foi designado Embaixador da República Islâmica do Irão na República Portuguesa e mudou-se para Lisboa.   Em maio de 2019, após 40 anos, concluí suas funções no Ministério dos Negócios Estrangeiros, a seu pedido. 
Ele é um dos diplomatas experientes do Ministério dos Negócios Estrangeiros Iraniano que promoveu com sucesso a hierarquia diplomática tendo recebido com designação vitalícia o título de Embaixador pelos seus ilustres distintos serviços.